# Измайловский досуг
Измайловский досуг — литературно-художественный кружок для офицеров Лейб-гвардии Измайловского полка.
Создан в августе 1884 года Великим князем Константином Константиновичем (К. Р.). Его целью было: «…Доставить участникам возможность знакомить товарищей со своими трудами и произведениями различных отечественных и иностранных деятелей на поприще науки и искусства, но непременно на русском языке. Поощрить участников к развитию их дарований. Соединить приятное препровождение свободного времени с пользою. Посредством обмена мыслями и мнений способствовать слиянию воедино полковой семьи и, наконец, передать Измайловцам грядущих поколений добрый пример здравого и осмысленного препровождения досужих часов…» .
Девизом собраний стало: «Во имя доблести, добра и красоты». Эмблема состояла из меча и лиры, обвитых цветами.
Всеми вопросами, как по организации собраний, так и по приглашению лиц на «Досуг», ведал особый комитет, председателем которого состоял до конца жизни Великий князь Константин Константинович, секретарями были Р. Ю. Минкельде, А. А. Рихтер и П. В. Данильченко.
Как писал «Исторический вестник»: 

Самая мысль «Досугов» принадлежит бывшему офицеру полка В. Ю. фон Дрентельну, который внес, кроме того, немало своих произведений в продолжение 24-летнего существования «Досугов».

Самое название вечеров — «Досуг» — дал ныне умерший бывший измайловец, флигель-адъютант Н. А. Косач. Всех «Досугов» до настоящего дня было 223, на них исполнено произведений — 1325, в том числе собственных произведений — 400. Число присутствовавших членов «Досуга» — 9348.

За годы существования кружка состоялось около 300 собраний, который разделялись на обычные (где читались стихи и проза), драматические и музыкальные. Выделялись также собрания, посвящённые тому или другому автору: Досуг Пушкина, Лермонтова, графа Алексея Толстого, Гоголя, Майкова, Апухтина и др. Некоторые собрания проходили как конкурс, сочинения на объявленную тему. Всего было исполнено 1325 различных произведений.
В своём дневнике Константин Константинович писал:

Вечером был Лермонтовский Досуг в полку… Читались главнейшие произведения Лермонтова целиком и отрывками. На мою долю выпало читать последние монологи Демона, отрывки из «Мцыри» и мелкие стихотворения. Я был в ударе и читал с чувством и увлечением, особенно в заключение неизданное стихотворение «Смерть». Я сказал его наизусть, весь проникшись мыслью поэта, так что дух у меня захватывало, голос дрожал и мороз пробегал по коже. Раздались дружные рукоплескания
— 5 ноября 1888 года

Состоялся Майковский досуг. Аполлон Николаевич говорил нам, что ему редко случалось слышать свои произведения прочитанными вслух. Мне на долю достались, по выражению Майкова, самые тонкие стихи. Но лучше всего я и сам это сознавал, прочитал «Последних язычников»… Очень довольный и растроганный, прочитал сам поэт нам НОВИНКУ, своё последнее, написанное на днях и еще неизданное произведение «Мани, факел, фарес…»
— 3 декабря 1888 года

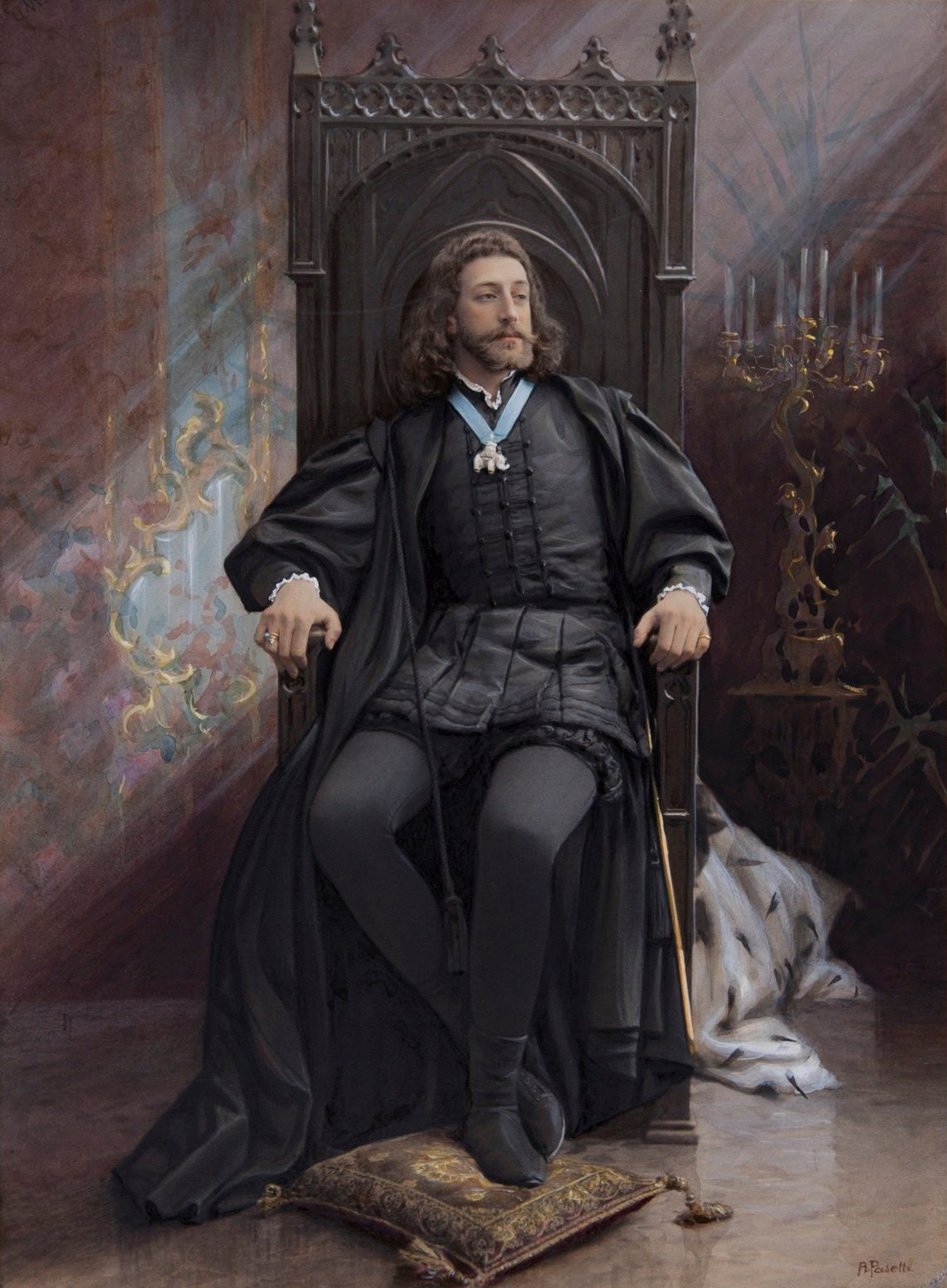
Великий князь в роли Гамлета на сцене Эрмитажного театра

В переводе К. Р. здесь впервые была поставлена «Трагедия о принце Гамлете» Шекспира. Это была лучшая постановка за всё время деятельности кружка. Спектакли «Гамлета» были даже перенесены в Мраморный дворец. 17 февраля 1900 года «Гамлет» шёл на сцене Императорского Эрмитажного театра, в присутствии всей Императорской фамилии, дипломатического корпуса, Двора и представителей высшего общества.
О постановке «Бориса Годунова» Пушкина он записал:

Вечером на «Досуге» в полку собралось 63 участника. Я со Скалоном под конец сыграли сцену Пимена из Бориса Годунова. В библиотеке большой круглый стол был сдвинут в угол, чтобы не мешать зрителям, всю комнату заставили рядами стульев и потушили лампу. Сценою служила узенькая проходная комнатка между дежурной комнатой и библиотекой. Вместо занавеса мы просто растворили двери и её рамки, то есть в 2 арш. в ширину и около 4-х в высоту были кулисами. Декорацию, изображающую сцену кельи, с остатками живописи и окном с цветными стеклами, поставили наискось; к ней, в глубине справа, приставили декорацию изразцовой печи. Кресло и стол я взял с нашей детской. Скалона загримировали Гришкой Отрепьевым со старинной гравюры, и он был замечательно на него похож, но тем не менее своей роли не знал, путал слова, выпускал иные, а иные вставлял. Я тоже был загримирован, и, говорят, казался очень дряхлым и старым, только глаза и голос выдавали меня. Я помнил свою роль очень хорошо и произносил монологи с любовью и увлечением. Все остались очень довольны
— 15 марта 1890 года
В 1908 году была поставлена «Мессинская невеста» Шиллера, также в переводе К. Р. Пьеса впервые шла на русском языке; Великий князь выступил в роли Дон-Цезаря. Для постановки пьесы позже был предоставлен царскосельский Китайский театр, где была устроена, специально для этого случая, вертящаяся сцена для смены декораций.
В январе 1902 года на одном из музыкальных собраний (всего их было 12) шла опера В. И. Ребикова «В грозу».
В 1904 году, бывшим офицером полка, художником Бакмасовым, была написана картина «Измайловский Досуг».